# Axiorygma nethertoni
Axiorygma nethertoni is een tienpotigensoort uit de familie van de Axiidae. De wetenschappelijke naam van de soort is voor het eerst geldig gepubliceerd in 1988 door Kensley & Simmons.